# Ceresium unicolor
Ceresium unicolor es una especie de escarabajo longicornio del género Ceresium, tribu Callidiopini, subfamilia Cerambycinae. Fue descrita científicamente por Fabricius en 1787.

## Descripción
Mide 8-17 milímetros de longitud.

## Distribución
Se distribuye por Australia, Fiyi, Indonesia, Japón, Vanuatu, Islas Salomón, Samoa, Seychelles, Nueva Zelanda, Estados Unidos y Chile.